# James Lemmo
James Lemmo (1949; Nueva York) es un fotógrafo, director de cine, director de fotografía y guionista estadounidense. Antes de dedicar su vida a la fotografía profesional, Lemmo trabajó en el cine, en varios géneros como el thriller, la comedia, acción, drama y crimen.
Actualmente trabaja en fotografía para comerciales y temáticas relacionadas, y es notable por su habilidad para la iluminación y aplicaciones creativas dentro de la fotografía.

## Filmografía

### Como director y guionista
- Heart 1987 - director, guionista
- Tripwire 1990 - director, guionista
- We're Talking Serious Money 1992 - director, guionista
- Relentless 3 1993 - director, guionista
- Dream a Little Dream 2 1994 - director
- Bodily Harm 1995 - director, guionista
- Mike Hammer, Private Eye (serie de televisión, un episodio) 1997
- Nowhere in Sight 2000 - guionista

### Como director de fotografía
- Ms. 45 1981
- One Down Two To Go 1982
- Madman 1982
- The Last Fight 1983
- Vigilante 1983
- Fear City 1984
- Relentless 1989
- Hit List 1989
- Easy Wheels 1989
- Maniac Cop 2 1990
- Dangerous Touch 1994